# Edenborn
Paraíso Virtual é o segundo volume de uma trilogia iniciada com Ameaça Virtual (no original Idlewild). Paraíso Virtual (no original Edenborn) é um livro escrito por Nick Sagan e editado em Portugal pela Editorial Presença.

## Introdução
Uma epidemia provocada por um vírus (o Ep Negra) quase acabou com a espécie humana. Dezoito anos depois da mortandade, restam apenas alguns sobreviventes, desenvolvidos em laboratório por uma multinacional do campo da biogenética, a Gedaechtnis. Estes cindiram-se em duas facções distintas, havendo ainda dois elementos que desapareceram e que, como tal, não pertencem a nenhuma divisão. No final de contas, restam apenas vinte personagens tentando reconstruir uma nova sociedade a partir dos escombros.

## As facções
Existem assim duas divisões principais, decorrentes das diferentes formas de pensar dos sobreviventes:
- a facção norte -- família baseada em Nymphemburgo, (na Baviera, Sul da Alemanha), consiste em duas matriarcas, Vashti e Champanhe, ambas com 36 anos, e os seres "pós-humanos" criados por elas, com a particularidade de serem todos do sexo feminino (designados "pós-humanos" porque foram geneticamente adulterados para resistirem ao Vírus Ep Negra, logo não inteiramente humanos).

| Nome      | Idade (anos) |
| --------- | ------------ |
| Vashti    | 36           |
| Champanhe | 36           |
| Brigit    | 15           |
| Sloane    | 15           |
| Penélope  | 15           |
| Tomi      | 15           |
| Isabelle  | 14           |
| Zöe       | 14           |
| Olivia    | 13           |
| Luzia     | 13           |
| Katrina   | 9            |

- a facção sul -- família baseada no Egipto, constituída pelo "pai" Isaac, também com 36 anos, e os seus protegidos, essencialmente humanos (logo dependentes de medicamentos que impeçam a infecção pelo Ep Negra).

| Nome    | Idade (anos) |
| ------- | ------------ |
| Isaac   | 36           |
| Mu'tazz | 16           |
| Rashid  | 16           |
| Ngozi   | 15           |
| Dalila  | 10           |

### Diferenças entre as facções
A abordagem da facção norte em relação ao repovoamento do nosso planeta é puramente tecnológica e pragmática, o que é evidente no facto de ter recorrido à manipulação genética para criar uma geração de seres mais avançada, capaz de fazer frente ao Vírus e no facto de terem decidido criar apenas seres do sexo feminino por estes serem discutivelmente superiores aos congéneres do sexo masculino. Para a facção norte, a Natureza pode ser sempre melhorada.
As raparigas da facção norte revelam comportamentos decorrentes desse pensamento científico austero.
A facção sul, por sua vez, encabeçada pela personagem Isaac, procura um caminho mais espiritual, religioso e altruísta. As crianças desta facção seguem os ensinamentos islâmicos do pai.

## As Personagens
Além das personagens supra-referidas, que integram as facções sul e norte, temos Pandora (também com 36 anos) e Malachi (um complexo programa de computador dotado de inteligência artificial), responsáveis pela manutenção do Interior, um universo virtual; e Halloween (36 anos), protagonista do primeiro volume da trilogia e referenciado inúmeras vezes ao longo do livro, mas que só aparece mais para o final, juntamente com o seu clone, Duque, um pirómano.
Fantasia, também uma das sobreviventes originais, está dada como desaparecida.

### Personagens falecidas antes da acção principal
Mercutio terá alegadamente enlouquecido e assassinado Lazarus e Tyler, e talvez Simone (outra causa possível para a morte de Simone é o suicídio). Em seguida, Halloween matou Mercutio. (Estas personagens são todas sobreviventes originais da hecatombe.)
Hessa, uma das protegidas de Isaac, morreu devido a uma brincadeira de mau gosto por parte de Penélope, cerca de um ano antes da acção principal do livro.

## O Enredo
Haji vai, ao abrigo do programa de intercâmbio, passar um tempo à Alemanha, juntamente com dois dos seus irmãos: Dalila e Ngozi.
Penélope está obcecada com poder e reconhecimento. Acredita ser a melhor em tudo: a mais inteligente, a melhor atleta e a melhor em composição musical. Quando toma conhecimento de que Pandora poderá estar a precisar de uma assistente de trabalho, decide fazer tudo para que digam bem dela a Pandora, para que esta a contrate. No entanto, as suas expectativas saem goradas quando a escolha recai sobre Olivia. Penélope ameaça Olivia e diz que todos irão pagar pelo que ela acha ser uma tremenda injustiça.
Haji encontra uma chave e Tomi revela-lhe que essa chave é a do laboratório de crio genética, onde estão armazenados corpos a baixas temperaturas. Um desses corpos é do Dr. James Hyoguchi, um dos melhores cientistas da Gedaechtnis. Junto do corpo, está computorizada a personalidade do cientista. Haji é um clone do genial Dr. James Hyoguchi. Este deixou uma mensagem a pedir que Haji se sacrifique e deixe que a sua mente seja substituída pela do Dr James Hyoguchi, para que este possa ajudar a humanidade.
Haji descobre então que a fé do seu pai não passava de uma mentira. Haji e os seus irmãos foram criados para acreditar em Deus simplesmente para que o processo de substituição das personalidades pelas dos cientistas fosse mais célere e perfeito.
O Interior vai abaixo. Tudo é exposto, incluindo os registos de Vashti que dão conta dos seus pareceres sobre as raparigas e do facto de estas tomarem sedativos e estarem sujeitas a mensagens subliminares sem saberem. O caos instala-se.
O ataque ao Interior foi obra de Duque, o clone de Halloween. Inicialmente todos pensam que foi obra de Halloween. Pandora vai até ao Michigan, na América do Norte, onde Halloween e Duque se encontram, para confrontar Halloween. Descobre então sobre a existência de Duque e leva-o para a Europa para que este seja punido pelo seu acto. Penélope, abalada com as novas revelações, está num secreto conluio com Duque.
Quando Duque chega à Alemanha, ele e Penélope fogem. Penélope finge estar a morrer e os dois usam um bombardeiro para atingir o helicóptero onde viaja Pandora.
Em seguida, Penélope incita Duque a usar um lança-mísseis para destruir Nymphemburgo. Halloween intercepta-os e mata Penélope. Duque suicida-se em seguida.